# Macuelizo (Honduras)
Macuelizo es un municipio del departamento de Santa Bárbara en la República de Honduras.

## Límites
Macuelizo está ubicado en la parte sur del Departamento de Santa Bárbara. 
| Orientación | Límite                                     |
| ----------- | ------------------------------------------ |
| Norte       | Municipio de Azacualpa, Santa Bárbara      |
| Norte       | Municipio de Nueva Frontera, Santa Bárbara |
| Sur         | Municipio de Nueva Arcadia, Copán          |
| Sur         | Municipio de San Luis, Santa Bárbara       |
| Sur         | Municipio de Protección, Santa Bárbara     |
| Este        | Municipio de Quimistán, Santa Bárbara      |
| Este        | Municipio de San Marcos, Santa Bárbara     |
| Este        | Municipio de San Luis, Santa Bárbara       |
| Oeste       | Municipio de Florida, Copán                |
| Oeste       | República de Guatemala                     |

El Municipio de Macuelizo, se ubica a 307 km de Tegucigalpa, M.D.C. a 78 km de San Pedro Sula, a 123 km de Puerto Cortés. La Carretera de Occidente, CA-4, atraviesa estratégicamente el municipio, dejándolo bien comunicado con la geografía hondureña.

## Historia
Los títulos de tierra que conforman el municipio de Macuelizo se encuentran datados desde 1779. Sus primeras particiones fueron: Hacienda de Sula y Ejidos de Oro; para luego añadirse Tarros (en 1876), La Laguna Verde, Las Minas y Las Cuevas (en 1886). 
La primera noticia de la fundación del municipio data de 1792, año en que se fechó el expediente instruido sobre la reunión y nuevo poblado del Valle de Macuelizo de la jurisdicción de San Pedro Sula; siendo firmado por: el juez subdelegado de la intendencia de gobernadores, conde don José María Cisneros, coronel, gobernador intendente y comandante general de las armas, ordenador de las rentas reales y don Alejo García.
En 1794 (28 de julio), se libró oficio al despacho del subdelegado del Partido de Chinda, para que procediera a delinear la plaza y calles de dicha reducción y proponer a las personas que pudieran ser nombradas como alcalde y regidores.
En 1794 (16 de agosto), don José Antonio De Cisneros, teniente de Gobernador y subdelegado Intendente del Partido de San Pedro Sula, libró orden a don Narciso Rodríguez con el fin de hacerle saber lo que había determinado el juez privativo de la provincia, para que concurrieran al proceso de "alineación" de la plaza, calles y casas. A continuación se procedió a formar la municipalidad, la descripción del primer trazado del pueblo fue:
- Al sur, colinda con Quebrada Grande

- Al norte, llano abajo.

- Al oriente, camino real al pueblo de San Marcos.

- Al poniente, casas del señor Narciso Rodríguez.

## Población
Una vez que se realizó el primer censo, se constató que Macuelizo contaba con un total de 30 familias, según el censo electoral de 2013 cuenta son 3674 habitantes solo el casco urbano.

## Educación
Existe la Escuela Agrícola "Pompilio Ortega", donde se preparan profesionales con nivel de educación secundaria en agricultura, los cuales son una buena alternativa para el desarrollo local y de los Valles de Quimistan.

## Economía
La actividad económica fundamental se basa en la producción agrícola: cultivo de granos básicos (frijol, arroz, maíz y café), y en la ganadería, así como en el comercio en general. Una de las zonas más productivas es la del Valle de Quimistan rica en minerales, los cuales son explotados por empresas extranjeras.
Macuelizo es un municipio muy rico en recursos naturales. Entre sus riquezas, cuenta con el Río Culupa, que produce arena de primera calidad para la construcción, valiéndose muchos de sus pobladores de la explotación artesanal de este recurso. El acarreo de arena para la fabricación de bloques de concreto es un recurso importante, pues con ellos abastecen el mercado de la construcción local y regional. Sus aguas sirven para regar en tiempos de verano las vegas cultivadas de granos básicos, así como de tabaco, caña de azúcar, etc.
Las tierras de esta comarca son ricas en minerales preciosos. En la Aldea de Chiquilá se encontraron yacimientos de oro, que han sido explotados por una compañía extranjera.
En otras comunidades se han hecho exploraciones, como en La Sierra, donde se presume la existencia de hierro, y en la Comunidad de La Concordia donde se busca antimonio.
El paso del caudaloso Río Chamelecón por este municipio también ha sido aprovechado, instalándose en él una represa hidroeléctrica con una capacidad de producción de 11 megavatios. Esta energía la suministrarán a la Empresa Nacional de Energía Eléctrica de Honduras en cuanto comiencen a operar.
También en este mismo río, a la altura de la Comunidad de Río Blanco, se pretende instalar otra represa hidroeléctrica.
Debido a la falta de inversión en la industria manufacturera, una gran parte de la población joven ha emigrado a las ciudades en busca de una oportunidad de trabajo en las maquilas; mientras que otros se emplean en labores agrícolas y ganaderas.

## Turismo
El Pueblo de Macuelizo se caracteriza por ser una sociedad apacible y amable.

### Feria Patronal
Su feria patronal se celebra en el mes de septiembre en honor a San Miguel Arcángel (día 29) con actividades religiosas, tradicionales desfiles de carrozas y caballos, así como carreras de cinta realizadas a caballo.

## Infraestructuras
El municipio cuenta con servicio de energía eléctrica en casi todas sus aldeas y servicio de agua potable en su totalidad. La cabecera municipal y las aldeas cercanas cuentan con servicio telefónico. 

## División Política
Aldeas: 29 (2013) 
Caseríos:
| Código | Aldea                    |
| ------ | ------------------------ |
| 161301 | Macuelizo                |
| 161302 | Agua Helada              |
| 161303 | Aldea Nueva              |
| 161304 | Buena Vista              |
| 161305 | Callejones o La Libertad |
| 161306 | Casa Quemada             |
| 161307 | Chiquila                 |
| 161308 | El Ciruelo               |
| 161309 | El Manguito              |
| 161310 | El Pital                 |
| 161311 | El Rosario               |
| 161312 | La Cumbre Palmichal      |
| 161313 | La Cunta                 |
| 161314 | La Flecha                |
| 161315 | La Vegona                |
| 161316 | La Virtud                |
| 161317 | Laguna Seca              |
| 161318 | Las Delicias             |
| 161319 | Las Flores               |
| 161320 | Las Varas                |
| 161321 | Mata de Plátano          |
| 161322 | Ojos de Agua             |
| 161323 | Piñuelas                 |
| 161324 | Río Blanco               |
| 161325 | Sabanetas                |
| 161326 | San Antonio de La Cumbre |
| 161327 | San Antonio de Macuelizo |
| 161328 | Sula                     |
| 161329 | Zapotalito               |
|        | Banderas                 |
|        | Buena Vista El Cacao     |
|        | Buena Vista Flores       |
|        | El Barranco              |
|        | El Ermitaño              |
|        | El Guanacaste            |
|        | El Porvenir              |
|        | El Virrey                |
|        | Gracias a Dios           |
|        | La Abundancia            |
|        | La Concordia             |
|        | La Ceibita               |
|        | La Playa                 |
|        | La Laguna                |
|        | Las Minas                |
|        | Las Melitas              |
|        | La Playa                 |
|        | Las Alegrías             |
|        | Los Pocitos              |
|        | Los Ángeles              |
|        | Los Puentes              |
|        | Masicales                |
|        | Pueblo Nuevo             |
|        | San Antonio De Chiquila  |
|        | Seis de Mayo             |
|        | Pozas Verdes             |
|        | Valle Verde              |